# Dongle
Dongle er en betegnelse for en fysisk enhed, der bliver anvendt i forbindelse med et computerprogram for at sikre, at man har lov til at anvende programmet eller lignende.
Dongler ses næsten udelukkende til særdeles dyre programmer.
En dongle var tidligere oftest et stik, der blev monteret i en computers parallel- eller serielport – i selve stikket var ledningerne enten forbundet på en særlig måde eller forbundet med en mikrochip. Nu om dage er der oftere tale om USB-enheder.
Nogle bruger også USB-dongle som betegnelse for en almindelig USB-hukommelsesnøgle eller en anden lille USB-enhed, som f.eks. Bluetoothenheder eller trådløse netkort.
| Hardware | Spire Denne artikel om computere og anden hardware er en spire som bør udbygges. Du er velkommen til at hjælpe Wikipedia ved at udvide den. |